# Persone di nome László
| Questa pagina contiene informazioni ricavate automaticamente dalle voci biografiche con l'ausilio del template Bio e di un bot. L'aggiornamento è periodico e automatico e ricostruisce completamente la pagina. Se manca una persona in questa lista, sei pregato di non aggiungerla, ma accertati piuttosto che la sua voce biografica contenga il template Bio e che i dati anagrafici siano correttamente compilati. Se il template Bio manca, inseriscilo tu stesso o, in alternativa, metti l'avviso {{tmp\|Bio}} che ne segnala la mancanza. Se i dati riportati sono sbagliati, correggi direttamente la voce biografica; le modifiche saranno visibili in questa lista entro pochi giorni. Per chiarimenti vedi il progetto antroponimi. La lista contiene solo le 157 persone che sono citate nell'enciclopedia e per le quali è stato implementato correttamente il template Bio. Pagina aggiornata al 16 ott 2024. |

Questa è una lista di persone presenti nell'enciclopedia che hanno il prenome László, suddivise per attività principale.

## Allenatori di calcio(8)
- László Bálint, allenatore di calcio e ex calciatore ungherese (Budapest, n. 1948)
- László Budai, allenatore di calcio e calciatore ungherese (Budapest, n. 1928 - † 1983)
- László Dajka, allenatore di calcio e ex calciatore ungherese (Nyiregyháza, n. 1959)
- László Disztl, allenatore di calcio e ex calciatore ungherese (Baja, n. 1962)
- László Fazekas, allenatore di calcio e ex calciatore ungherese (Budapest, n. 1947)
- László Kiss, allenatore di calcio e ex calciatore ungherese (Taszár, n. 1956)
- László Sárosi, allenatore di calcio e calciatore ungherese (Budapest, n. 1932 - † 2016)
- László Székely, allenatore di calcio e calciatore ungherese (Budapest, n. 1910 - Robecco Pavese, † 1969)

## Allenatori di pallacanestro(2)
- László Killik, allenatore di pallacanestro ungherese (Arad, n. 1927 - Budapest, † 2016)
- László Rátgéber, allenatore di pallacanestro ungherese (Novi Sad, n. 1966)

## Arbitri di calcio(1)
- László Vágner, arbitro di calcio ungherese (Gávavencsellő, n. 1955)

## Arcivescovi cattolici(1)
- László Német, arcivescovo cattolico e missionario serbo (Odžaci, n. 1956)

## Astronomi(1)
- László Kiss, astronomo ungherese (Subotica, n. 1972)

## Attori(2)
- Peter Lorre, attore ungherese (Ružomberok, n. 1904 - Los Angeles, † 1964)
- László Szabó, attore, regista e sceneggiatore ungherese (Budapest, n. 1936)

## Bassi(1)
- László Polgár, basso ungherese (Budapest, n. 1947 - Zurigo, † 2010)

## Calciatori(39)
- László Bénes, calciatore slovacco (Dunajská Streda, n. 1997)
- László Bodnár, ex calciatore ungherese (Mátészalka, n. 1979)
- László Branikovits, calciatore ungherese (Budapest, n. 1949 - † 2020)
- László Bödör, ex calciatore ungherese (Budapest, n. 1933)
- László Cseh, calciatore ungherese (Budapest, n. 1910 - Budapest, † 1950)
- László Deutsch, calciatore ungherese (Budapest, n. 1999)
- László Domonkos, calciatore ungherese (Budapest, n. 1887 - Budapest, † 1956)
- László Éger, calciatore ungherese (Paks, n. 1977)
- László Fekete, calciatore ungherese (Budapest, n. 1954 - † 2014)
- Vasile Gergely, ex calciatore rumeno (Baia Mare, n. 1941)
- László Gyenti, ex calciatore ungherese (Székesfehérvár, n. 1965)
- László Gyetvai, calciatore ungherese (Zvolen, n. 1918 - Budapest, † 2013)
- László Horváth, calciatore ungherese (Sándorfalva, n. 1901 - Budapest, † 1981)
- László Horváth, ex calciatore ungherese (Celldömölk, n. 1944)
- László Kaszás, ex calciatore ungherese (Budapest, n. 1938)
- László Keglovich, ex calciatore ungherese (Sopron, n. 1940)
- László Klausz, ex calciatore ungherese (Tatabánya, n. 1971)
- László Kleinheisler, calciatore ungherese (Kazincbarcika, n. 1994)
- László Kósa, calciatore e giocatore di calcio a 5 ungherese (Budapest, n. 1961 - Budapest, † 2008)
- László Köteles, ex calciatore ungherese (Seghedino, n. 1984)
- László Kovács, calciatore ungherese (Tatabánya, n. 1951 - Győr, † 2017)
- László Kubala, calciatore e allenatore di calcio ungherese (Budapest, n. 1927 - Barcellona, † 2002)
- László Lachos, calciatore ungherese (Balassagyarmat, n. 1933 - † 2004)
- László Lencse, calciatore ungherese (Győr, n. 1988)
- László Nagy, ex calciatore ungherese (Buzsák, n. 1949)
- László Pekár, calciatore ungherese (Szolnok, n. 1993)
- László Pesovnik, calciatore ungherese (n. 1901 - † 1959)
- László Pusztai, calciatore ungherese (Szentes, n. 1946 - † 1987)
- László Pál, ex calciatore ungherese (n. 1934)
- László Qiriko, ex calciatore e ex giocatore di calcio a 5 ungherese (n. 1964)
- László Raffinsky, calciatore e allenatore di calcio rumeno (Miskolc, n. 1905 - Cluj-Napoca, † 1981)
- László Répási, ex calciatore ungherese (Budapest, n. 1966)
- László Rózsa, ex calciatore e ex giocatore di calcio a 5 ungherese (n. 1965)
- László Régi, calciatore ungherese (Budapest, n. 1911 - † 1987)
- László Sepsi, ex calciatore rumeno (Luduș, n. 1986)
- László Sternberg, calciatore ungherese (n. 1905 - † 1982)
- László Szőke, calciatore ungherese (Budapest, n. 1930 - Udine, † 2014)
- László Zsadányi, ex calciatore e ex giocatore di calcio a 5 ungherese (n. 1961)
- László Zsidai, calciatore ungherese (Szombathely, n. 1986)

## Canoisti(3)
- László Fidel, ex canoista ungherese (Vác, n. 1965)
- László Foltán, ex canoista ungherese (Budapest, n. 1953)
- László Fábián, canoista ungherese (Budapest, n. 1936 - † 2018)

## Cardinali(2)
- László Lékai, cardinale e arcivescovo cattolico ungherese (Zalalövő, n. 1910 - Esztergom, † 1986)
- László Paskai, cardinale e arcivescovo cattolico ungherese (Seghedino, n. 1927 - Esztergom, † 2015)

## Cestisti(10)
- László Bánhegyi, cestista ungherese (Budapest, n. 1931 - Vienna, † 2015)
- László Czigler, ex cestista e allenatore di pallacanestro ungherese (Pécs, n. 1971)
- László Gabányi, cestista ungherese (Hódmezővásárhely, n. 1935 - Budapest, † 1981)
- László Hódy, cestista ungherese (Seghedino, n. 1934 - Melbourne, † 2023)
- László Kálmán, ex cestista e allenatore di pallacanestro ungherese (Körmend, n. 1972)
- László Novakovszky, cestista ungherese (Budapest, n. 1923 - San Paolo, † 2008)
- László Orosz, cestista ungherese (Miskolc, n. 1971 - Sopron, † 2011)
- László Rózsa, cestista ungherese (Budapest, n. 1906 - † 2000)
- László Simon, ex cestista ungherese (Nagykanizsa, n. 1986)
- László Tóth, cestista ungherese (n. 1931 - † 2022)

## Climatologi(1)
- László Makra, climatologo ungherese (Siklós, n. 1952)

## Compositori(1)
- László Weiner, compositore, pianista e direttore d'orchestra ungherese (Szombathely, n. 1916 - Lukov, † 1944)

## Critici letterari(1)
- László Négyesy, critico letterario ungherese (Szentes, n. 1861 - Budapest, † 1933)

## Diplomatici(1)
- László Trócsányi, diplomatico e politico ungherese (Budapest, n. 1956)

## Direttori d'orchestra(1)
- László Marosi, direttore d'orchestra ungherese (Sárvár)

## Drammaturghi(1)
- László Fodor, commediografo e giornalista ungherese (Budapest, n. 1898 - Los Angeles, † 1978)

## Economisti(1)
- László Andor, economista e politico ungherese (Zalaegerszeg, n. 1966)

## Educatori(1)
- László Nagy, educatore e scrittore ungherese (Budapest, n. 1921 - Ginevra, † 2009)

## Esploratori(1)
- László Almásy, esploratore, aviatore e militare ungherese (Borostyánkő, n. 1895 - Salisburgo, † 1951)

## Fotografi(1)
- László Kovács, fotografo e direttore della fotografia ungherese (Cece, n. 1933 - Beverly Hills, † 2007)

## Giornalisti(1)
- László Bíró, giornalista e inventore ungherese (Budapest, n. 1899 - Buenos Aires, † 1985)

## Linguisti(1)
- László Honti, linguista ungherese (Lengyeltóti, n. 1943)

## Lottatori(3)
- László Klinga, ex lottatore ungherese (Mosonszentpéter, n. 1947)
- László Papp, lottatore ungherese (n. 1905 - Budapest, † 1989)
- László Réczi, ex lottatore ungherese (Kiskunfélegyháza, n. 1947)

## Lunghisti(1)
- László Szalma, ex lunghista ungherese (Nagymaros, n. 1957)

## Matematici(4)
- László Kalmár, matematico ungherese (Edde, n. 1905 - Mátraháza, † 1976)
- László Lovász, matematico ungherese (Budapest, n. 1948)
- László Mérő, matematico e scrittore ungherese (Budapest, n. 1949)
- László Rédei, matematico ungherese (Rákoskeresztúr, n. 1900 - Budapest, † 1980)

## Medici(1)
- László Batthyány-Strattmann, medico ungherese (Dunakiliti, n. 1870 - Vienna, † 1931)

## Mezzofondisti(2)
- László Barsi, mezzofondista e velocista ungherese (Levice, n. 1904 - Budapest, † 1975)
- László Tábori, mezzofondista ungherese (Košice, n. 1931 - Los Angeles, † 2018)

## Militari(4)
- László Dániel, militare e aviatore ungherese (Budapest, n. 1922 - Santiago del Cile, † 2020)
- László Esterházy, militare e nobile ungherese (Galanta, n. 1626 - Galanta, † 1652)
- László Molnár, militare e aviatore ungherese (Nagykőrös, n. 1921 - Káld, † 1944)
- László Pottyondy, militare e aviatore ungherese (Pécs, n. 1915 - Dumas, † 1951)

## Nobili(1)
- László Széchenyi, nobile e diplomatico ungherese (Horpács, n. 1879 - Budapest, † 1938)

## Nuotatori(5)
- László Beleznai, nuotatore, pallanuotista e allenatore di pallanuoto ungherese (Budapest, n. 1891 - Budapest, † 1953)
- László Cseh, ex nuotatore ungherese (Budapest, n. 1985)
- László Magyar, ex nuotatore ungherese (n. 1936)
- László Szabados, nuotatore ungherese (Subotica, n. 1911 - † 1992)
- László Szentgróthy, nuotatore e dirigente sportivo ungherese (Esztergom, n. 1891)

## Oboisti(1)
- László Hadady, oboista ungherese (Békésszentandrás, n. 1956)

## Operai(1)
- László Tóth, operaio e criminale ungherese (Pilisvörösvár, n. 1938 - Strathfield, † 2012)

## Pallamanisti(1)
- László Nagy, ex pallamanista e dirigente sportivo ungherese (Székesfehérvár, n. 1981)

## Pallanuotisti(4)
- László Felkai, pallanuotista e nuotatore ungherese (Budapest, n. 1941 - Budapest, † 2014)
- László Jeney, pallanuotista ungherese (Cluj-Napoca, n. 1923 - Budapest, † 2006)
- László Kuncz, pallanuotista ungherese (Budapest, n. 1957 - Budapest, † 2020)
- László Sárosi, ex pallanuotista ungherese (Budapest, n. 1946)

## Pastori protestanti(1)
- László Tőkés, pastore protestante e politico romeno (Cluj-Napoca, n. 1952)

## Pattinatori artistici su ghiaccio(2)
- László Nagy, pattinatore artistico su ghiaccio ungherese (Szombathely, n. 1927 - † 2005)
- László Szollás, pattinatore artistico su ghiaccio ungherese (Budapest, n. 1907 - Budapest, † 1980)

## Piloti automobilistici(1)
- László Hartmann, pilota automobilistico ungherese (Budapest, n. 1901 - Tripoli, † 1938)

## Pittori(3)
- László Hegedűs, pittore ungherese (Szentes, n. 1870 - Budapest, † 1911)
- László Mednyánszky, pittore ungherese (Beckov, n. 1852 - Vienna, † 1919)
- László Moholy-Nagy, pittore e fotografo ungherese (Bácsborsód, n. 1895 - Chicago, † 1946)

## Poeti(2)
- László Amade, poeta ungherese (Gabčíkovo, n. 1703 - Horný Bar, † 1764)
- László Listi, poeta ungherese (Sibiu, n. 1628 - Vienna, † 1662)

## Politici(9)
- László Bárdossy, politico ungherese (Szombathely, n. 1890 - Budapest, † 1946)
- László Göncz, politico, storico e poeta sloveno (Murska Sobota, n. 1960)
- László Hunyadi, politico ungherese (n. 1433 - Buda, † 1457)
- László Kovács, politico e diplomatico ungherese (Budapest, n. 1939)
- László Kövér, politico ungherese (Pápa, n. 1959)
- László Lukács, politico ungherese (n. 1850 - † 1932)
- László Rajk, politico ungherese (Székelyudvarhely, n. 1909 - Budapest, † 1949)
- László Sólyom, politico ungherese (Pécs, n. 1942 - Budapest, † 2023)
- László Teleki, politico e scrittore ungherese (Pest, n. 1811 - Pest, † 1861)

## Psicologi(1)
- László Polgár, psicologo e compositore di scacchi ungherese (Gyöngyös, n. 1946)

## Pugili(2)
- László Orbán, pugile ungherese (Szekszárd, n. 1949 - Budapest, † 2009)
- László Papp, pugile ungherese (Budapest, n. 1926 - † 2003)

## Registi(6)
- László Benedek, regista, sceneggiatore e produttore cinematografico ungherese (Budapest, n. 1905 - New York, † 1992)
- László Kalmár, regista e sceneggiatore ungherese (Budapest, n. 1900 - Budapest, † 1980)
- László Kish, regista e sceneggiatore ungherese (Debrecen, n. 1904)
- László Lugossy, regista e sceneggiatore ungherese (Budapest, n. 1939)
- László Nemes, regista e sceneggiatore ungherese (Budapest, n. 1977)
- László Ranódy, regista ungherese (n. 1919 - Budapest, † 1983)

## Scacchisti(3)
- László Bárczay, scacchista ungherese (Miskolc, n. 1936 - Miskolc, † 2016)
- László Kovács, scacchista ungherese (Békéscsaba, n. 1938 - † 2000)
- László Szabó, scacchista ungherese (Budapest, n. 1917 - Budapest, † 1998)

## Schermidori(6)
- László Berti, schermidore ungherese (Budapest, n. 1875 - Budapest, † 1952)
- László Csongrái, ex schermidore ungherese (Budapest, n. 1959)
- László Kamuti, schermidore ungherese (Budapest, n. 1940 - † 2020)
- László Pethő, ex schermidore ungherese (Debrecen, n. 1948)
- László Rajcsányi, schermidore ungherese (Budapest, n. 1907 - Budapest, † 1992)
- László Széchy, schermidore ungherese (Arad, n. 1891 - Budapest, † 1963)

## Scrittori(3)
- László Arany, scrittore ungherese (Salonta, n. 1844 - Budapest, † 1898)
- László Krasznahorkai, scrittore e sceneggiatore ungherese (Gyula, n. 1954)
- László Németh, scrittore ungherese (Baia Mare, n. 1901 - Budapest, † 1975)

## Sollevatori(1)
- László Barsi, ex sollevatore ungherese (Miskolc, n. 1962)

## Tiratori a segno(1)
- László Hammerl, tiratore a segno ungherese (Budapest, n. 1942 - Budapest, † 2024)

## Velocisti(1)
- László Zarándi, velocista ungherese (Kiskunfélegyháza, n. 1929 - † 2023)

## Vescovi cattolici(1)
- László Felföldi, vescovo cattolico ungherese (Geszteréd, n. 1961)

## Viaggiatori(1)
- László Magyar, viaggiatore e esploratore ungherese (Szombathely, n. 1817 - Ponte de Cuio, † 1864)

## Senza attività specificata(3)
- László Csatáry,  ungherese (Mány, n. 1915 - Budapest, † 2013)
- László Fábián, ex pentatleta e schermidore ungherese (Budapest, n. 1963)
- László Horváth, ex pentatleta ungherese (Csorna, n. 1946)